# Regina Taylor
Regina Taylor (Dallas, 22 de agosto de 1960) é uma actriz norte-americana vencedora do Globo de ouro e melhor actriz em série dramática em 1992, pelo seu desempenho na série I'll Fly Away.

## Filmografia
| Ano       | Título                        | Papel                      |
| --------- | ----------------------------- | -------------------------- |
| 1980      | Nurse                         |                            |
| 1981      | Crisis at Central High        | Minniejean Brown           |
| 1984      | American Playhouse            | Burnetta                   |
| 1989      | Lean on Me                    | Mrs. Carter                |
| 1991      | Law & Order                   | Evelyn Griggs              |
| 1991-1993 | I'll Fly Away                 | Lilly Harper               |
| 1992      | Jersey Girl                   | Rosie                      |
| 1993      | I'll Fly Away: Then and Now   | Lilly Harper               |
| 1994      | Law & Order                   | Sarah Maslin               |
| 1995      | Children of the Dust          | Drusilla                   |
| 1995      | Losing Isaiah                 | Gussie                     |
| 1995      | Clockers                      | Iris Jeeter                |
| 1995      | The Keeper                    | Angela Lamont              |
| 1996      | A Family Thing                | Ann                        |
| 1996      | Courage Under Fire            | Meredith Serling           |
| 1997      | Spirit Lost                   | Willy                      |
| 1997      | Hostile Waters                | Lieutenant Curtis          |
| 1997      | The Third Twin                | Sergeant Michelle Delaware |
| 1998      | The Negotiator                | Karen Roman                |
| 1999      | Strange Justice               | Anita Hill                 |
| 2000      | Cora Unashamed                | Cora Jenkins               |
| 2001-2002 | The Education of Max Bickford | Judith Bryant              |
| 2006-2009 | The Unit                      | Molly Blane                |
| 2006      | In From the Night             | Dr. A. Gardner             |
| 2008      | Grey's Anatomy                | Greta                      |
| 2010      | Who Is Clark Rockefeller?     | Megan Norton               |
| 2015      | Dig                           | Ruth Lidell                |